# Karl II av Braunschweig-Wolfenbüttel

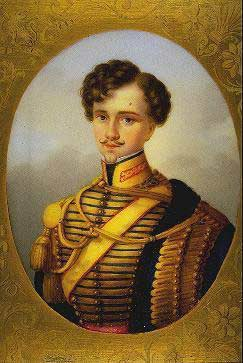
Karl II av Braunschweig-Wolfenbüttel

Karl II av Braunschweig-Wolfenbüttel, Karl Fredrik August Vilhelm, född 30 oktober 1804 i Braunschweig, död 18 augusti 1873 i Genève, var regerande hertig av Braunschweig från 1815 till sin abdikation 1830, fram till 1823 under förmyndarskap.
Både Karl II:s farfar och hans far var militärer och stupade i Napoleonkrigen, och Karl efterträdde därför redan 1815 som tioåring sin far Friedrich Wilhelm som hertig. Han ställdes då under kronprins Georg IV av Storbritanniens förmyndarskap. 1823 tog han som 19-åring över regeringen. Föga lämpad att regera fördrevs han i samband med en revolution 1830 och fortsatte sina äventyr i utlandet. Hans yngre bror Wilhelm efterträdde honom som regent.
Mestadels var Karl bosatt i London och Paris, varifrån han flydde 1870. Hans staty är rest i Genève, som han på detta villkor testamenterade sin till största delen av diamanter bestående förmögenhet till (han kallades "diamanthertigen").